# Бријел сир Барс
Бријел сир Барс (фр. Briel-sur-Barse) насеље је и општина у североисточној Француској у региону Шампањ-Арден, у департману Об која припада префектури Троа.
По подацима из 2011. године у општини је живело 219 становника, а густина насељености је износила 17,59 становника/km². Општина се простире на површини од 12,45 km². Налази се на средњој надморској висини од 138 метара.

## Демографија
| 1962. | 1968. | 1975. | 1982. | 1990. | 1999. | 2011. |
| ----- | ----- | ----- | ----- | ----- | ----- | ----- |
| 138   | 143   | 154   | 145   | 158   | 160   | 219   |

График промене броја становника у току последњих година